# Huaning Road
Huaning Road is een station van de metro van Shanghai, gelegen in het district Minhang. Het station werd geopend op 25 november 2005 en is onderdeel van lijn 5.